# 戴维·内维尔 (田径运动员)
戴维·内维尔（英語：David Neville，1984年6月1日—），美国男子田径运动员，主攻短跑。他曾代表美国参加2008年夏季奥林匹克运动会田径比赛，获得一枚金牌和一枚铜牌。